# Bushy House
Bushy House è una residenza storica classificata come Grade II nel quartiere di Teddington, Londra. Un tempo dimora del re Guglielmo IV e della regina Adelaide, fu costruita tra il 1714 e il 1715 da George Montagu, I conte di Halifax, sul sito della precedente abitazione nota come Upper Lodge, all'interno di Bushy Park, per il proprio diletto.
L’edificio fa parte del National Physical Laboratory (NPL) e i suoi ultimi due piani si affacciano direttamente sul parco adiacente. Nel 1900, la casa e circa 30 acri (pari a 12 ettari) del terreno circostante vennero destinati alla sede del NPL, in sostituzione del sito precedentemente proposto presso Old Deer Park, Richmond, a causa di timori legati a possibili inondazioni. Il laboratorio fu inaugurato ufficialmente nel 1902.
I piani terra e interrato della Bushy House furono adattati ad ambienti di ricerca scientifica, e Richard Glazebrook, primo direttore del NPL, insieme ai suoi successori, utilizzò parte dell’edificio anche come abitazione privata. Attualmente, Bushy House ospita laboratori, due piccoli musei dedicati principalmente a strumenti scientifici storici, e sale utilizzate per riunioni e conferenze

## Storia
Bushy House nella sua prima forma fu costruita nel 1663 da William Samwell per Edward Proger, al costo di 4.000 sterline (pari a circa 773.000 sterline nel 2023), come residenza del Guardiano/Ranger di Bushy Park, situata all’epoca nella parte nord del parco. Proger era stato nominato Ranger come ricompensa per la sua lealtà al re Carlo II durante il suo esilio.
L’edificio fu ricostruito da Charles Montagu, I conte di Halifax, tra il 1714 e il 1715, dopo aver acquistato i tre parchi dalla duchessa di Cleveland ed essere stato nominato ranger. La casa e l’ufficio passarono poi a suo cugino George Montague (1715–1737) e successivamente al figlio di quest’ultimo, George Montague-Dunk (1737–1771). Dal 1771 al 1792 fu abitata dal nipote del primo conte attraverso la figlia maggiore, Lord North, che fu primo ministro e possedeva altre residenze a Epsom e nel centro di Londra o Westminster.
Nel 1797, dopo la morte di Lord North e di sua moglie Lady Anne North, il re Giorgio III nominò suo figlio, William, duca di Clarence, come ranger di Bushy Park, titolo che includeva la residenza a Bushy House. Clarence visse lì con la sua amante Dorothea Jordan e i loro dieci figli fino alla fine della loro relazione, avvenuta nel 1811.  Continuò poi a risiedere nella casa insieme ai figli FitzClarence e, dopo il matrimonio avvenuto nel 1818, con la sua moglie ufficiale, la principessa Adelaide. Quando, alle ore 6 del mattino del 26 giugno 1830, un messaggero da Londra portò la notizia della morte di re Giorgio IV e dell’ascesa al trono di Clarence come re Guglielmo IV, si dice abbia risposto dicendo di aver "sempre desiderato dormire con una regina" e sia tornato a letto.[citazione necessaria] Avendola nominata ranger in proprio al momento della sua incoronazione, alla morte di Guglielmo nel 1837 Bushy House divenne la residenza ufficiale di Adelaide fino alla sua morte nel 1849.
Nel 1865, la regina Vittoria offrì Bushy House al principe Luigi, duca di Nemours, e ad altri membri della famiglia reale francese in esilio che tentavano di restaurare la Casata di Borbone. Dopo il suo ritorno in Francia nel 1871, Nemours mantenne il controllo di Bushy House fino alla sua morte nel 1896, nel caso fosse costretto a lasciare di nuovo la Francia. Non avendo figli eredi, la casa rimase disabitata dal 1897.
Nel marzo 1902, il nuovo National Physical Laboratory fu ufficialmente inaugurato presso Bushy House dal principe di Galles (il futuro re Giorgio V).

## Galleria

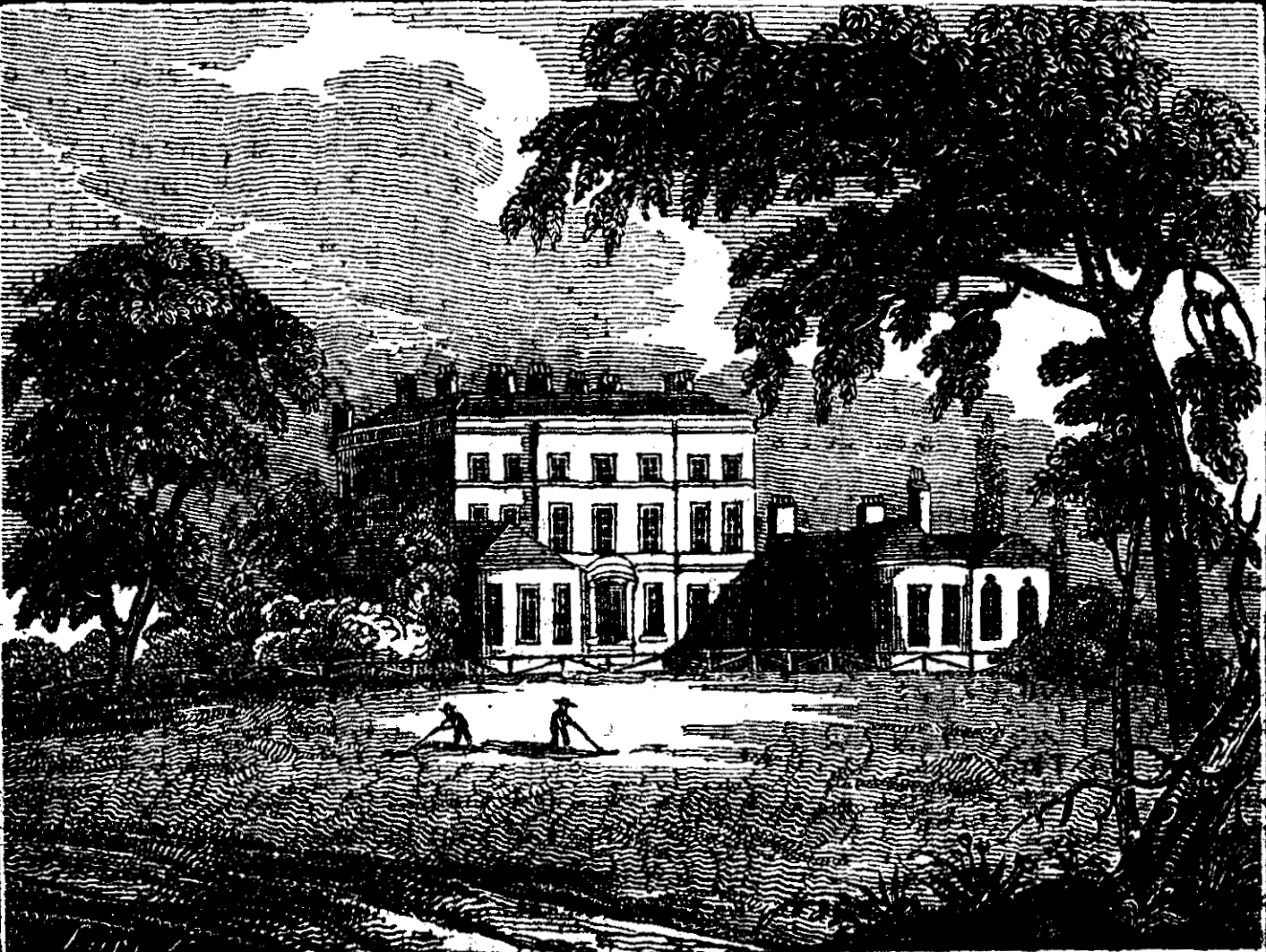
Bushy House da una illustrazione in un libro del 1827
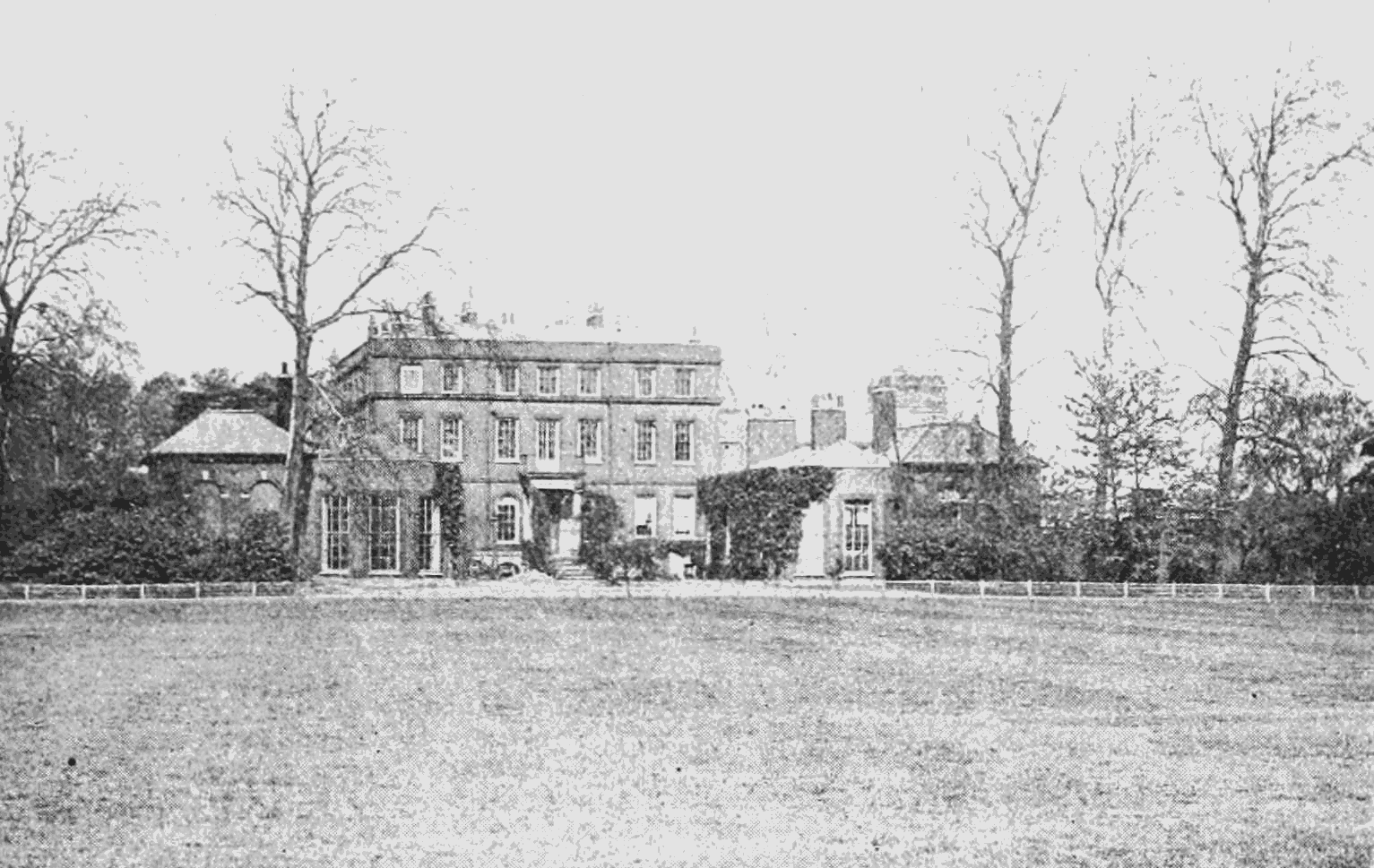
Lato est di Bushy House in una foto del 1901/1902

## Fonti
- Wikimedia Commons contiene immagini o altri file su Bushy House
- Eileen Magnello, A Century of Measurement, Canopus, 2000, ISBN 0-9537868-1-1.
- The Story of Bushy House